# Gróf Kun Kocsárd-díj
A Gróf Kun Kocsárd-díj az Erdélyi Magyar Közművelődési Egyesület 1992-ben alapított díja, melyet az erdélyi magyarságért kifejtett munkáért adnak át.

## A díj
A díj olyan közművelődési tevékenységet végző személyiségeknek adható, akik a szórványban vagy a szórványközösségek érdekében, vagy azok javára fejtik ki megtartó erejű, meghatározó munkásságukat. Eredeti írásmód szerint Kuún Kocsárd gróf (1803–1895), földbirtokos, művelődéspolitikus, országgyűlési képviselő, az EMKE egyik alapítója és fő mecénása volt.

## Díjazottak[2]
- 2022: Lucian Nastasă-Kovács
- 2021: Böjte Csaba
- 2020: Balázs Bécsi Attila[3]
- 2019: Balla Ferenc a Kallós Zoltán Alapítvány igazgatója[4]
- 2018-ban a díjat nem adták ki
- 2017: Marius Tabacu[5]
- 2016: Serfőző Levente[6]
- 2015: Zsigmond Emese
- 2014: Tamás Sándor
- 2013: Bencze Mihály
- 2012: Fülöp Júlia
- 2011: Dávid Lajos, a Teleki Magyar Ház vezetője[7]
- 2010: Dukrét Géza
- 2009: Csirák Csaba
- 2008: Széman Péter
- 2007-ben a díjat nem adták ki
- 2006: Gábos Dezső
- 2005: Varga Ferenc a Baranya megyei (Pécs) EMKE létrehozója[8]
- 2004: Kalmár Zoltán
- 2003: Muzsnay Árpád
- 2002: Csanádi János
- 2001: Pillich László és Lukácsy Szilamér
- 2000: Kálóczy Katalin és Zahoránszky Ibolya
- 1999: Bíró István (post mortem) és Matekovits Mihály
- 1998: Metz József
- 1997: Dánielisz Endre
- 1996: Beder Tibor
- 1995: Szabó Pál György
- 1994: Matekovits György